# Vtoraja Rečka
La Vtoraja Rečka (in russo Вторая Речка?), o Rečka 2ª (Речка 2-я), letteralmente "secondo fiume", è un fiume dell'Estremo Oriente russo tributario del Mare di Bering. Scorre nel rajon Anadyrskij del Circondario autonomo della Čukotka. 

## Descrizione
Il fiume ha origine nelle paludi a sud del monte Dionisija. Scorre in direzione sud-est e poi gira a nord-est; il suo bacino è interamente situato nel bassopiano dell'Anadyr'. Sfocia nel liman dell'Anadyr'. La sua lunghezza è di 81 km. Il fiume scorre attraverso una tundra pianeggiante, densamente paludosa, circondata da numerosi laghi. 
Nella pianura alluvionale del fiume crescono ontani e salice polare. Nel corso inferiore, sotto l'influenza delle maree, si osserva un cambiamento nel flusso del fiume in direzione opposta.